# David Anderson (remer)
David Anderson   (Nova Gal·les del Sud, 8 d'abril de 1932) és un remer australià, ja retirat, que va competir durant les dècades de 1940 i 1950.
Chapman s'inicià al Balmain Rowing Club de Sydney, però va canviar pel Sydney Rowing Club a finals dels anys quaranta. El 1952 va prendre part en els Jocs Olímpics d'Estiu de Hèlsinki, on guanyà la medalla de bronze en la prova del vuit amb timoner del programa de rem.
En el seu palmarès també destaquen dues medalles als Jocs de l'Imperi Britànic i de la Comunitat de 1954, d'or en el quatre amb timoner i de bronze en el dos sense timoner.